# Менаша (Висконсин)
Менаша (енгл. Menasha) град је у америчкој савезној држави Висконсин.

## Демографија
По попису из 2010. године број становника је 17.353, што је 1.022 (6,3%) становника више него 2000. године.
| Група             | 2000.          | 2010.          |
| Белци             | 15.171 (92,9%) | 15.195 (87,6%) |
| Афроамериканци    | 88 (0,5%)      | 211 (1,2%)     |
| Азијати           | 264 (1,6%)     | 382 (2,2%)     |
| Хиспаноамериканци | 590 (3,6%)     | 1.204 (6,9%)   |
| Укупно            | 16.331         | 17.353         |